# Jonas Larsson Landberg
Jonas Larsson Landberg, född 4 september 1862 i Hammerdals socken, död 1 mars 1942 i Hammerdals församling, var en svensk instrumentmakare och orgelbyggare.

## Biografi
Larsson Landberg föddes 4 september 1862 i Solberga, Hammerdal socken och var son till torparen Lars Olsson och Magdalena Persdotter. Han kom att bo i byn Solberg fram till sin död 1942. I slutet av 1880-talet började Landberg att tillverka orgelharmonier och mindre piporglar. Senare utförde han även flera större ombyggnationer och tillbyggnader av orglar i Härnösands stift. Landbergs största arbete var flyttningen av orgeln i Ovikens gamla kyrka till nya kyrkan, där den sattes upp och byggdes om  1912-14.

## Orglar
| År        | Ursprunglig kyrka    | Stift      | Bild | Manualer | Pedal | Stämmor | Bevarad orgel/fasad | Övrigt                                                                                   |
| --------- | -------------------- | ---------- | ---- | -------- | ----- | ------- | ------------------- | ---------------------------------------------------------------------------------------- |
| 1896      | Yxskaftkälens bönhus | Härnösand  |      | 1        | Ja    | 4       | Ja                  | Okänt för vilken kyrka orgeln ursprungligen byggdes.                                     |
| 1899      | Kyrkås nya kyrka     | Härnösand  |      | 1        | Ja    | 7       |                     |                                                                                          |
| 1904–1906 | Alsens kyrka         | Härnösand  |      |          |       |         |                     | Omdisponering och mindre reparationer.                                                   |
| ca 1910   | Gåxsjö kyrka         | Härnösand  |      |          |       |         |                     | Omdisponerad.                                                                            |
| 1912      | Ovikens nya kyrka    | Härnösand  |      | 2        | Ja    | 18      | Ja                  |                                                                                          |
| 1916      | Ragunda gamla kyrka  | Härnösands |      |          |       |         |                     | Satte upp en gammal orgel.                                                               |
| 1924      | Marieby kyrka        | Härnösand  |      |          |       |         | Ja                  | Satte upp en gammal orgel och byggde ny fasad.                                           |
| 1929      | Haverö kyrka         | Härnösand  |      |          |       |         |                     | Ombyggnad och tillbyggnad.                                                               |
| 1932      | Sundsjö kyrka        | Härnösand  |      |          |       |         |                     | Ombyggnad.                                                                               |
| 1932–1933 | Gillhovs kapell      | Härnösand  |      |          |       |         |                     | Renovering.                                                                              |
| 1942      | Vallbo kapell        |            |      |          |       |         |                     | Renovering och viss ombyggnad, slutförd efter Landbergs död av Petrus Wiberg, Vibyggerå. |

- I Norderö kyrka finns i den nuvarande orgeln material från en orgel av Jonas Landberg.